# La Nación (Espanya)
La Nación va ser un periòdic madrileny fundat el 1925 afavorit i finançat des de l'administració de la Dictadura de Primo de Rivera, amb una plantilla que també era la base del diari Justicia, Paz y Trabajo.

## La Dictadura de Primo de Rivera
Inicialment va ser nomenat director el tinent coronel Pedro Rico Parada, que durant anys havia exercit la Direcció de la Censura. Aquest fet va motivar més tard, la seva substitució en el càrrec per Manuel Delgado Barreto, autèntic periodista que es va convertir en l'alma mater de la publicació des de setembre de 1925 a abril de 1936. Tenia com a col·laboradors habituals: Ramiro de Maeztu, José Antonio Primo de Rivera, José María Pemán, José Calvo Sotelo, Alonso Quijano, César de Alda (pseudònim de César González Ruano), Francisco Gambín, Gonzalo Latorre i com a caricaturista al famós Joaquín de Alba, «Kin».

El 12 d'octubre de 1925, i sota el títol «Més que programa, propòsit i actitud definida», es podia llegir: 
| « | La Nación serà periòdic disposat a defensar les causes justes, preocupant-se més de les característiques del litigi que de la condició dels litigants, procurant conjuminar els esforços diferents perquè els més es produeixin en direcciñó convenient al bon públic i fugint sempre d'enaltiments personals fora de mesura, doncs encara a barata de defraudar a meritíssims actuants, preferim evitar radicalment en política l'antic proselitisme, atomitzador i enervant, contrari sempre a l'interès general. Escometem doncs una empresa patriòtica per Espanya i per a Espanya, sobre aquests postulats en els quals ha d'assentar-se l'obra del ressorgiment del país: unitat nacional, tant més forta com més pròspera i fecunda sigui la vida de les regions; règim monàrquic, que representa la sobirania del Rei amb el poble; justícia austera i pau social, que són garantia ferma de totes les llibertats, font de cultura, condició indispensable al treball i mitjà únic que en un ambient diàfan, de saludable cordialitat, propici a la depuració de la conducta de cadascú, perdurin les tradicions típiques d'un poble espanyol, cristià, caballeroso i patriota. | » |

## La República
Amb la caiguda de la Dictadura de Primo de Rivera, es convertiria en el portaveu del sector més ultradretà de la Unión Monárquica Nacional, criticant durament la CEDA, i especialment Gil-Robles, a qui no considerava adequat per capitanejar la reacció dretana.
El 1933, amb la formació de la Falange Española, va publicar un article en el qual mostrava simpaties cap al nou moviment i es va convertir en l'únic diari que va reproduir íntegres els discursos llavors pronunciats. No obstant això, aviat va abandonar aquesta vinculació per esdevenir l'arma propagandística del Bloque Nacional liderat per José Calvo Sotelo. Des de desembre de 1935 a març de 1936, els temes al fet que dedicava més interès eren articles sobre la revolució i contrarevolució, destinats a la mobilització dels grups dretans amb l'objectiu d'acabar amb el règim republicà establert a Espanya. Van ser nombrosos els articles sobre la necessitat de salvar a Espanya de l'hecatombe i crides a «estar en el seu lloc» amb la «esperança posada en Déu i el pensament en la Pàtria».
La Revolució del 6 d'octubre de 1934, va ocupar molts reportatges. Les morts, assassinats, cremes d'esglésies i persecucions es van convertir per al diari en la seva principal arma propagandística, arribant a ser el tema preferit durant la campanya electoral de les eleccions generals de febrer de 1936. El to amenaçador davant una revolució encara més tràgica si triomfaven els elements afectes al Front Popular era determinant en infinitat d'informacions, articles d'opinió i editorials. Només una «reacció dretana» podia salvar a Espanya d'aquella ona de terror segons podia llegir-se a les seves pàgines.
Com a represàlia per l'atemptat contra el catedràtic socialista Luis Jiménez de Asúa, en el qual va resultar mort el policia del seu escorta, els tallers del periòdic van ser incendiats, quedant pràcticament destruïts íntegrament. Així doncs, va publicar el seu últim exemplar el 13 de març de 1936.

### Redactors assassinats en la Guerra Civil
De la redacció de La Nación en foren assassinats alguns membres durant la Guerra Civil Espanyola de 1936. Entre ells cal destacar: José San Germán Ocaña, redactor en cap empresonat a la Presó Model i afusellat a Paracuellos el 7 de novembre de 1936. Juan Laguia Lliteras redactor, fou afusellat a Madrid. Gonzalo Latorre Martínez, també redactor, assassinat el 12 d'octubre de 1936. El nebot del director, Leoncio Delgado Cruz, encarregat d'esports i que signava amb el pseudònim «El Capitán Grant», fou afusellat a Madrid, així com Gerardo Fernández de la Reguera «Areuger», dibuixant reconegut que acompanyà Manuel Delgado Barreto des del projecte d'«El Mentidero», realitzant els dibuixos de les portades. El propi director Manuel Delgado Barreto, també director de Gracia y Justicia, va ser detingut al seu domicili de Carabanchel el 20 de juliol de 1936 i portat a la presó Model de Madrid, on va romandre fins al 5 de novembre en què es va rebre a la presó ordre de trasllat a un altre penal, desapareixent en aquesta data sense haver-se tornat a tenir cap notícia del seu parador.

## En l'actualitat
La Nación reapareix 1991 sota la direcció de Félix Martialay, antic director d'El Alcázar, per a substituir-lo; en principi ho fa com a setmanari, actualment s'edita com a quinzenal.
La Nación des del 2007 fou el nom d'un diari per Internet editat per Intereconomía Corporación, que des d'octubre de 2009 es publica com La Gaceta.